# Attila Albert
Attila Albert (* 20. Oktober 1972 in Karl-Marx-Stadt) ist ein ungarisch-deutscher Journalist, Coach und Autor.

## Leben
Albert wurde als Sohn eines ungarischen Gastarbeiters und einer ostdeutschen Berufsschülerin in der DDR geboren. Wenige Monate nach seiner Geburt wanderte die Familie nach Ungarn aus und kehrte vor seiner Einschulung zurück.
Beginnend mit 17 Jahren arbeitete Albert von 1990 bis 2013 für Bild, u. a. als Reporter, Lokal- und Textchef. Berufsbegleitend studierte er Betriebswirtschaft im Grundstudium, schloss ein Webentwickler-Bachelorstudium ab und absolvierte eine Coaching-Ausbildung in den USA. Von 2013 bis 2017 war er Autor bei Blick und Sonntagsblick und übersiedelte dafür in die Schweiz. Für einen Schweizer Industriekonzern betreute er die globale Marketing-Kommunikation.
Als Atheist aufgewachsen, ließ sich Albert 2008 mit 36 Jahren christlich taufen. Er lebt seit 2013 in Zürich.

## Tätigkeit als Coach und Autor
Seit 2012 ist Albert als Karriere-Coach für Medienprofis tätig. Daneben ist er seit 2016 Kolumnist beim Mediendienst Kress – wöchentlich im Online-Angebot kress.de, seit Oktober 2022 zusätzlich im Magazin Kress pro. In einem Meinungsbeitrag für die Sächsische Zeitung beklagte er 2016 den stark westdeutsch geprägten Blick vieler großer Medien auf Ostdeutschland.
Ab 2020 veröffentlichte er mehrere Ratgeber- und Selbsthilfe-Bücher. Ich mach da nicht mehr mit und Perfektionismus ist ein Arschloch fanden breite Medienresonanz. Ich will doch nur meinen Job machen wurde 2022 Wirtschaftsbestseller des Manager Magazins.

## Publikationen
- Ich mach da nicht mehr mit. Wie du dich endlich abgrenzt und auch mal die anderen leiden lässt. Gräfe und Unzer, München 2020, ISBN 978-3-8338-7114-6.
- Perfektionismus ist ein Arschloch. Gut genug ist meist am besten. Gräfe und Unzer, München 2021, ISBN 978-3-8338-7746-9.
- Ich will doch nur meinen Job machen. Warum man am Arbeitsplatz nicht immer gleich die Welt retten und mit allen befreundet sein muss. Redline, München 2022, ISBN 978-3-86881-884-0.
- 9 Wahrheiten, die dich durchs Leben tragen. Christ werden und bleiben in einer Welt, in der auch alles andere geht. bene!, München 2022, ISBN 978-3-96340-212-8.
- Sorry, ihr nervt mich jetzt alle! Mit Nervensägen im Job umgehen, ohne selbst den Verstand zu verlieren. Redline, München 2023, ISBN 978-3-86881-914-4.
- Ich brauch keinen Purpose, sondern Geld: So finden Sie den Job, der wirklich zu Ihnen passt. Redline, München 2024, ISBN 978-3-86881-970-0.